# Обон (Теруель)
Обон (ісп. Obón) — муніципалітет в Іспанії, у складі автономної спільноти Арагон, у провінції Теруель. Населення — 36 осіб (2010).
Муніципалітет розташований на відстані близько 260 км на схід від Мадрида, 70 км на північний схід від міста Теруель.

## Демографія
Динаміка населення (INE ):

## Галерея зображень

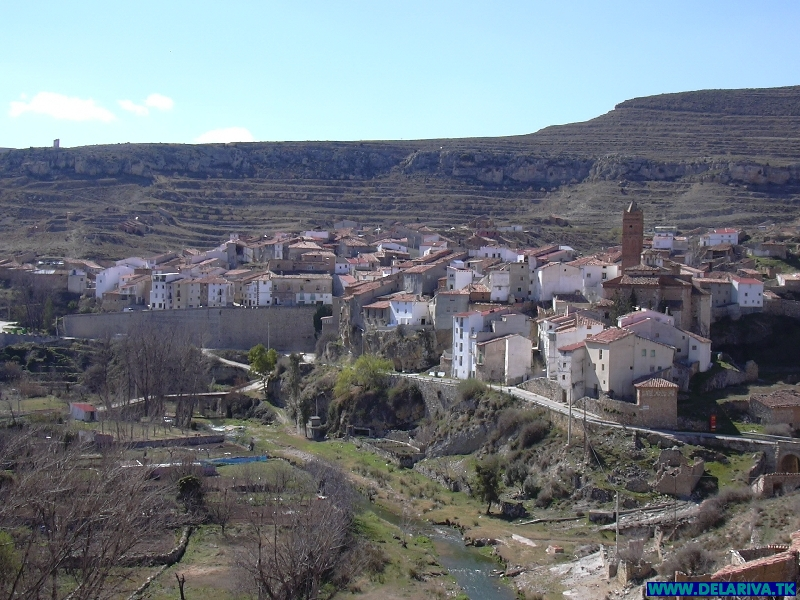
Обон